# Friderika Bayer
Dans le nom hongrois Bayer Friderika, le nom de famille précède le prénom, mais cet article utilise l’ordre habituel en français Friderika Bayer, où le prénom précède le nom.
Friderika Bayer ([ˈfɾidɛɾikɒ], [ˈbɒjɛɾ]), née le 4 octobre 1971 à Budapest, est une chanteuse hongroise.
Elle remporte en 1994 le premier prix du festival de danse et de chanson organisé par Magyar Televízió avec la chanson Kinek mondjam el vétkeimet? (« À qui raconter mes péchés ? »). La même année, elle finit à la quatrième place au Concours Eurovision de la chanson organisé à Dublin, durant lequel un artiste hongrois est admis pour la première fois en finale.
Le 30 avril 1994, sa première compilation sort sur disque compact et cassette. L’album obtient un disque d’or en moins de deux mois. En raison de son succès obtenu au Festival Eurovision, elle reçoit de Magyar Rádió le prix EMERTON. Sur la base des votes du public, elle reçoit également en 1994 le prix du Cerf d’Or fondé par l’Editeur Axel Springer pour la catégorie musique. Durant cette même année, les lecteurs du Magazine de la Jeunesse l’élisent chanteuse pop de l’année. Le 25 janvier 1995, elle reçoit en présence de la télévision et de la radio le prix EMERTON pour la deuxième fois, en tant que découverte de l’année. Ensuite, elle est récompensée à ce même titre du prix de la Girafe d’Or créé par l’Alliance des Producteurs de Musique. En août 1995 elle arriva en deuxième place au 32e festival de Sopot en Pologne où elle joua en public sur une même scène avec Annie Lennox et Chuck Berry. 
Depuis 1996, elle est membre de l’Assemblée de la Foi et avec son mari elle participe régulièrement aux cultes de l’église.
En 1998, la chanson de son troisième album est le tube le plus joué de l’année dans les radios en Hongrie. Depuis décembre 2001, on peut la voir sur la chaîne Magyar ATV dans l’émission Boldog Vasárnap où elle chante dans l’orchestre de l’Assemblée de la Foi tous les dimanches à partir de 11 heures.

## Discographie
- Friderika (1994)
- Friderika II (1996)
- Boldog vagyok ("I Am Happy") (1998)
- Kincs, ami van ("Treasure") (1999)
- Hazatalálsz ("You'll Find the Way Home") (2001)
- Gospel (2003)
- Sáron rózsája ("Rose of Sharon") (2006)

Albums pour enfants:
- Bölcsődalok („Chants du berceau”)
- Az álmok tengerén (Bölcsődalok 2) („Sur la mer des rêves (Chants du berceau 2)” (2003)